# Feldeisenbahndirektion 3
Feldeisenbahndirektion 3 (FBD 3) sattes upp den 23 mars 1941 i Wehrkreis VIII i Breslau som en förberedelse för den kommande invasionen av Sovjetunionen, Operation Barbarossa. Feldeisenbahndirektion var en typ av högre förband med järnvägstrupper som sattes upp för att sätta erövrade järnvägarna i drift för att kunna föra fram förnödenheter till stridande förband. Förbandet förfogade över administrativ personal, verkstadsförband för reparation av rullande material och järnvägsingenjörsförband för att kunna konvertera sovjetiska järnvägslinjer med spårvidden 1524 mm till den europeiska spårvidden 1435 mm. Detta för att kunna reparera och konvertera erövrade sovjetiska järnvägslinjer samt organisera driften av dessa, men man hade inte resurser att bemanna tåg och stationer utan där fick man förlita sig på civilpersonal som oftast hade jobbat vid sovjetiska statsjärnvägen innan kriget. I januari 1942 fick förbandet beteckningen Feldeisenbahn-Kommando 3.  I januari 1943 ansvarade man för transporter i ett område på 109 400 kvadratkilometer, med en linjelängd på 2523 kilometer. Samtidigt hade man personalstyrka på 58 415 man varav 10 283 var tysk personal.

## Verksamhet
Förbandet sattes upp för att stödja armégrupp Süd i framryckningen genom Ukraina. Allteftersom järnvägslinjer konverterades och hamnade längre bort från frontlinjen överläts ansvaret för dessa till HBD Süd i Kiev och HBD Ost i Poltava. Efter den sovjetiska återerövringen av Charkov flyttades staben till Poltava den 6 februari 1943, men efter att tyska förband erövrat Charkov under Tredje slaget vid Charkov så flyttade staben tillbaka.